# Саша Шнайдер
Саша Шнайдер, Карл Александр Шнайдер (нім. Sascha Schneider, Karl Alexander Schneider; 21 вересня 1870, Санкт-Петербург — 18 серпня 1927, Свіноуйсьце, Пруссія, Німеччина) — німецький художник епохи модерну, що прославився ілюстраціями до романів Карла Мая.

## Життєпис
Ранні роки майбутнього художника пройшли в Петербурзі. Після смерті батька мати переїхала разом з дітьми в Дрезден. У 1881 році Шнайдери влаштувалися в Цюриху. Карл Олександр навчався в гімназії, а потім в Академії витончених мистецтв у Дрездені. У 1903 році познайомився з Карлом Маєм і зайнявся ілюструванням його книг. З 1904 року — викладач художньої школи у Веймарі.

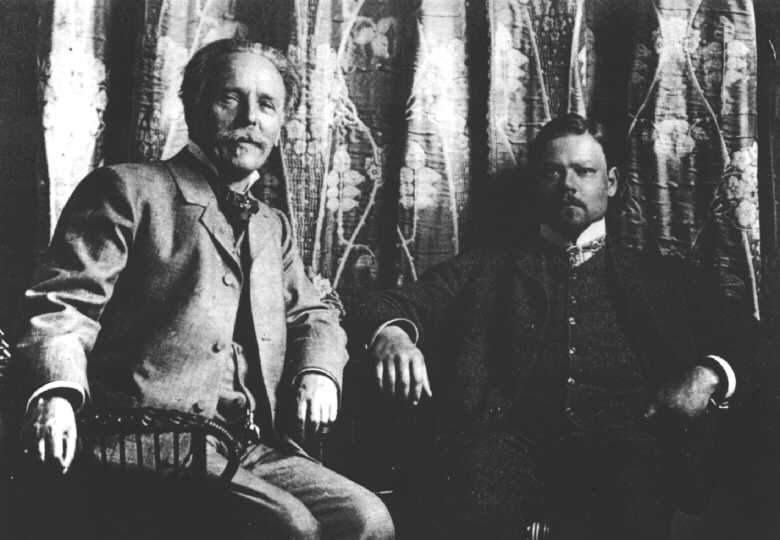
Саша Шнайдер (праворуч) і Карл Май, 1904

Через погрози співмешканця розкрити його Гомосексуальність, яка переслідувалась тогочасним німецьким законодавством, переїхав до Італії, де гомосексуальність не була криміналізована. Подорожував, побував на Кавказі. Коли почалася Перша світова війна, Шнайдер знову повернувся до Німеччини, оселившись у Геллерау (поблизу Дрездена). Після 1918 року він заснував інститут під назвою Крафт-Кунст з бодібілдингу. Деякі з його моделей навчалися тут.
Страждав діабетом. Захотівши пити на кораблі, який наближався до Свінемюнде, помилково випив отруйний засіб для виведення плям. Похований в Лошвіці (нині — Дрезден).

## Галерея

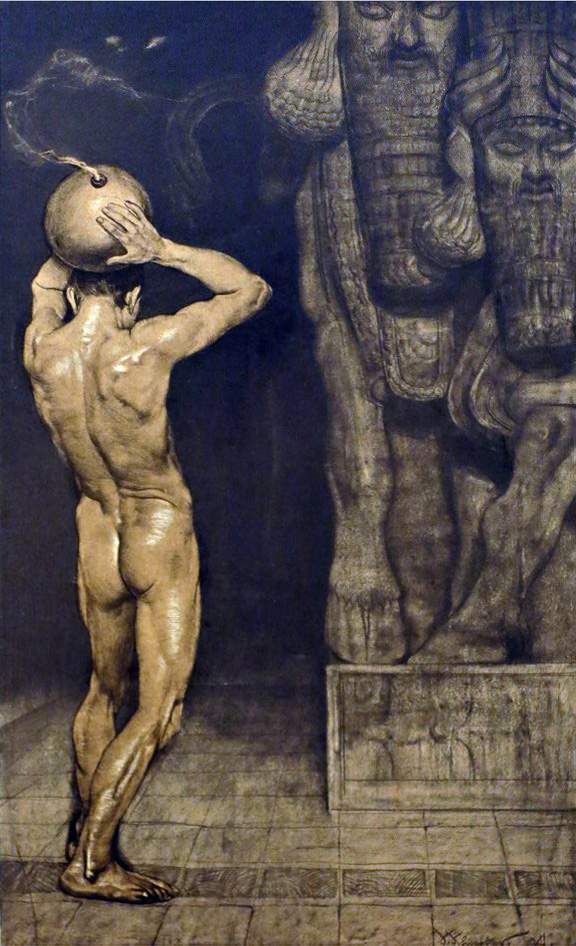
«Анархіст» (1894)
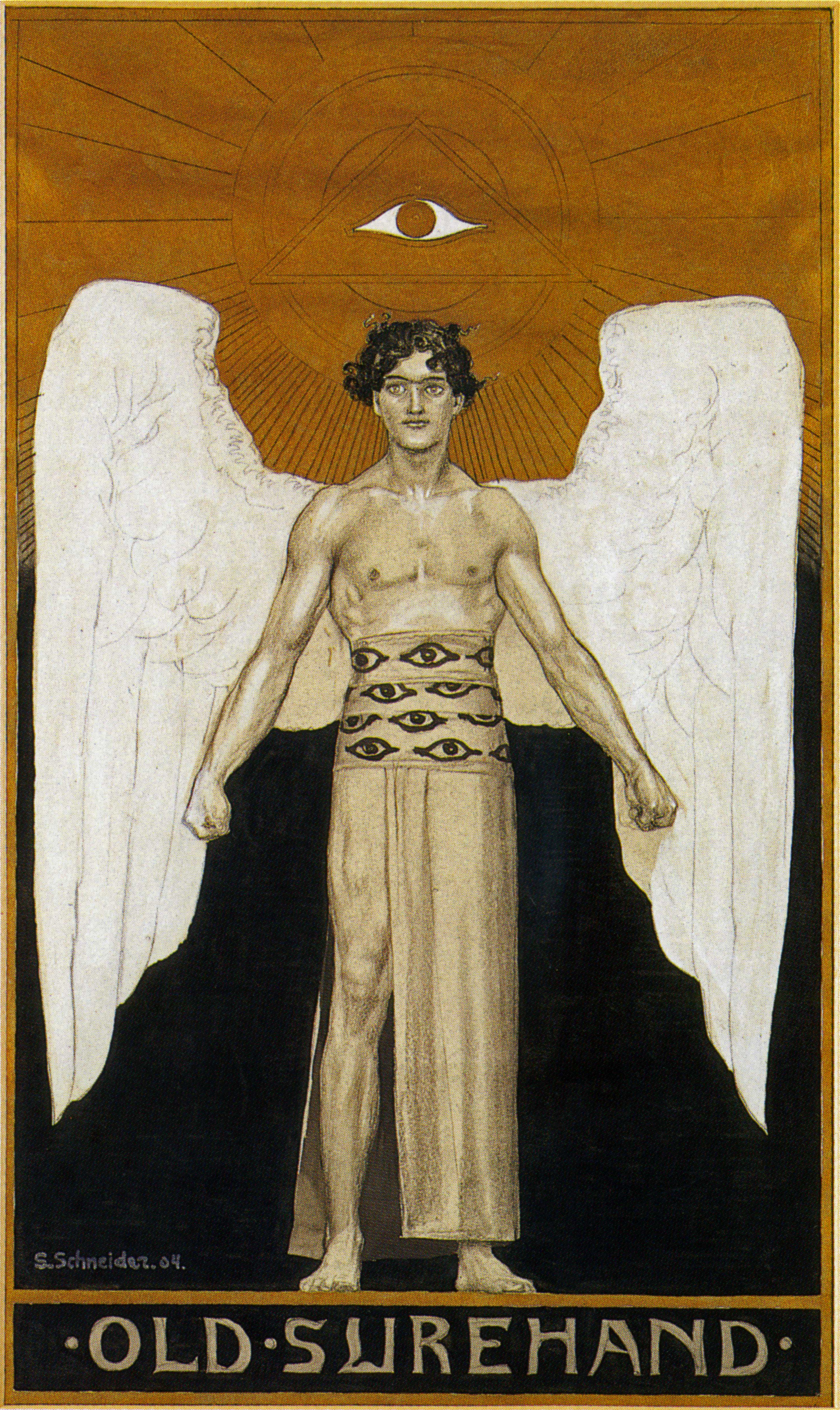
«Старий Шаттерхенд», ілюстрація до роману Карла Мая (1904)
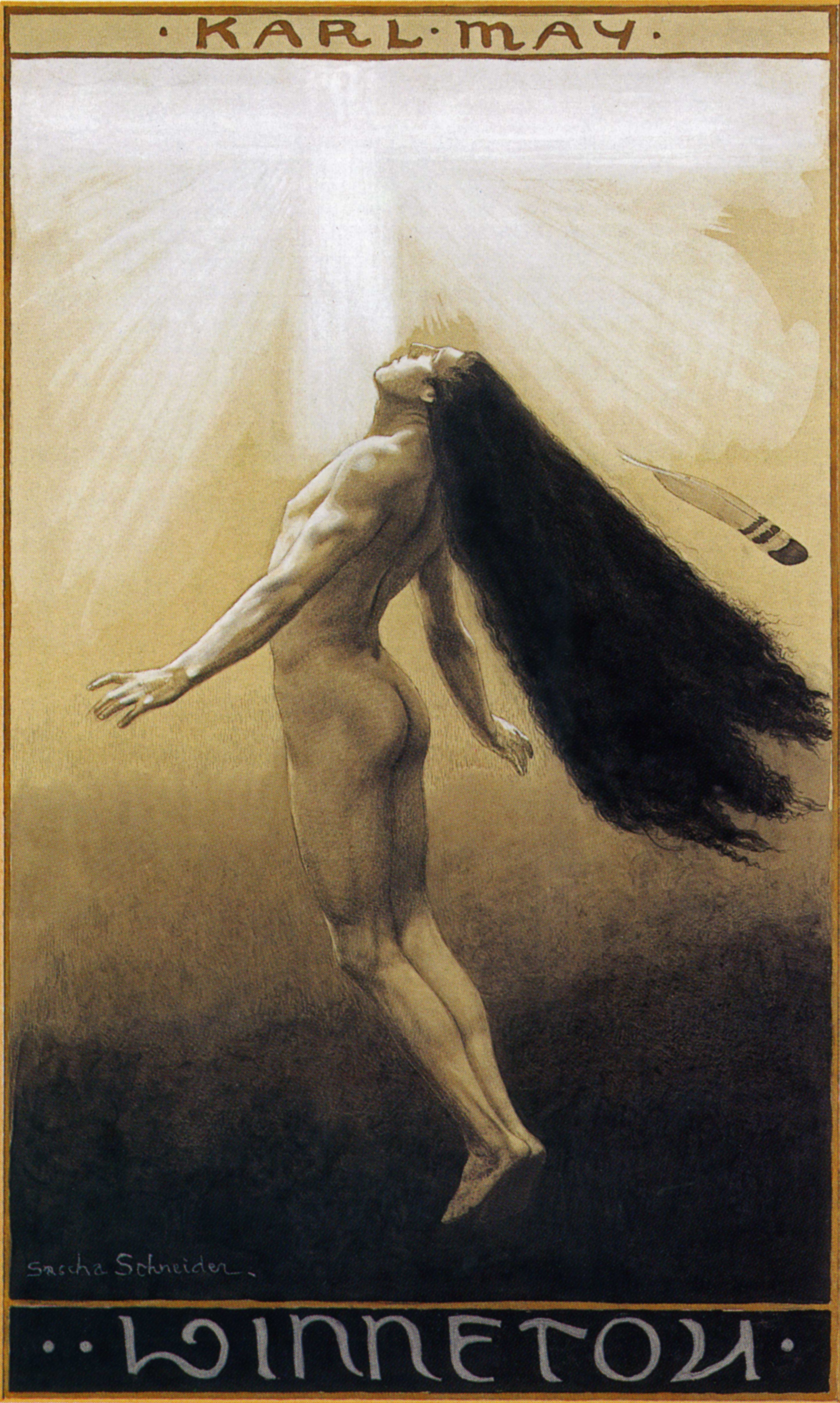
«Вінету», ілюстрація до роману К. Мая (1904)
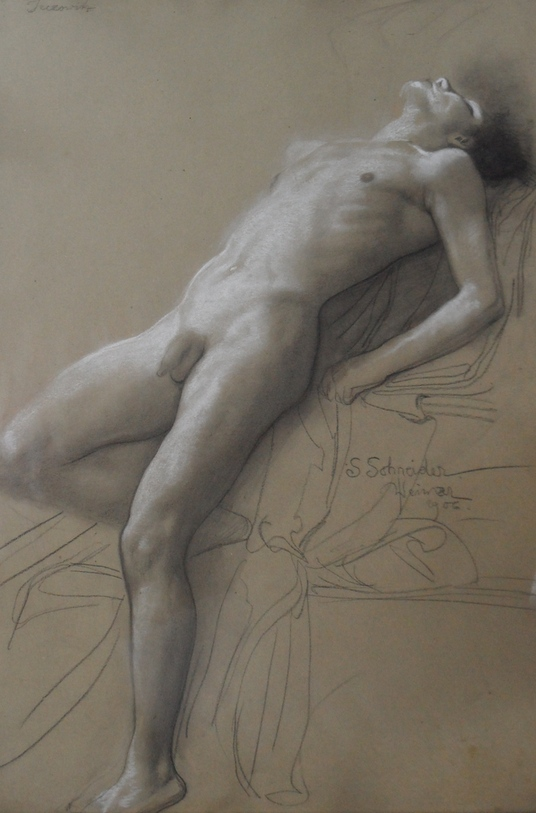
«Голий сатир» (Веймар, 1906)
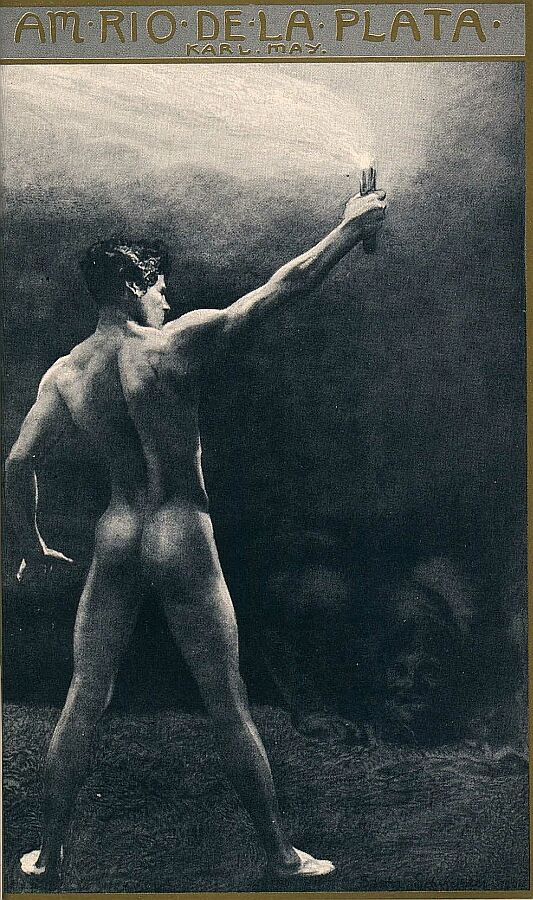
«На берегах Ріо-де-ла-Плата», ілюстрація до роману К. Мая (1904)
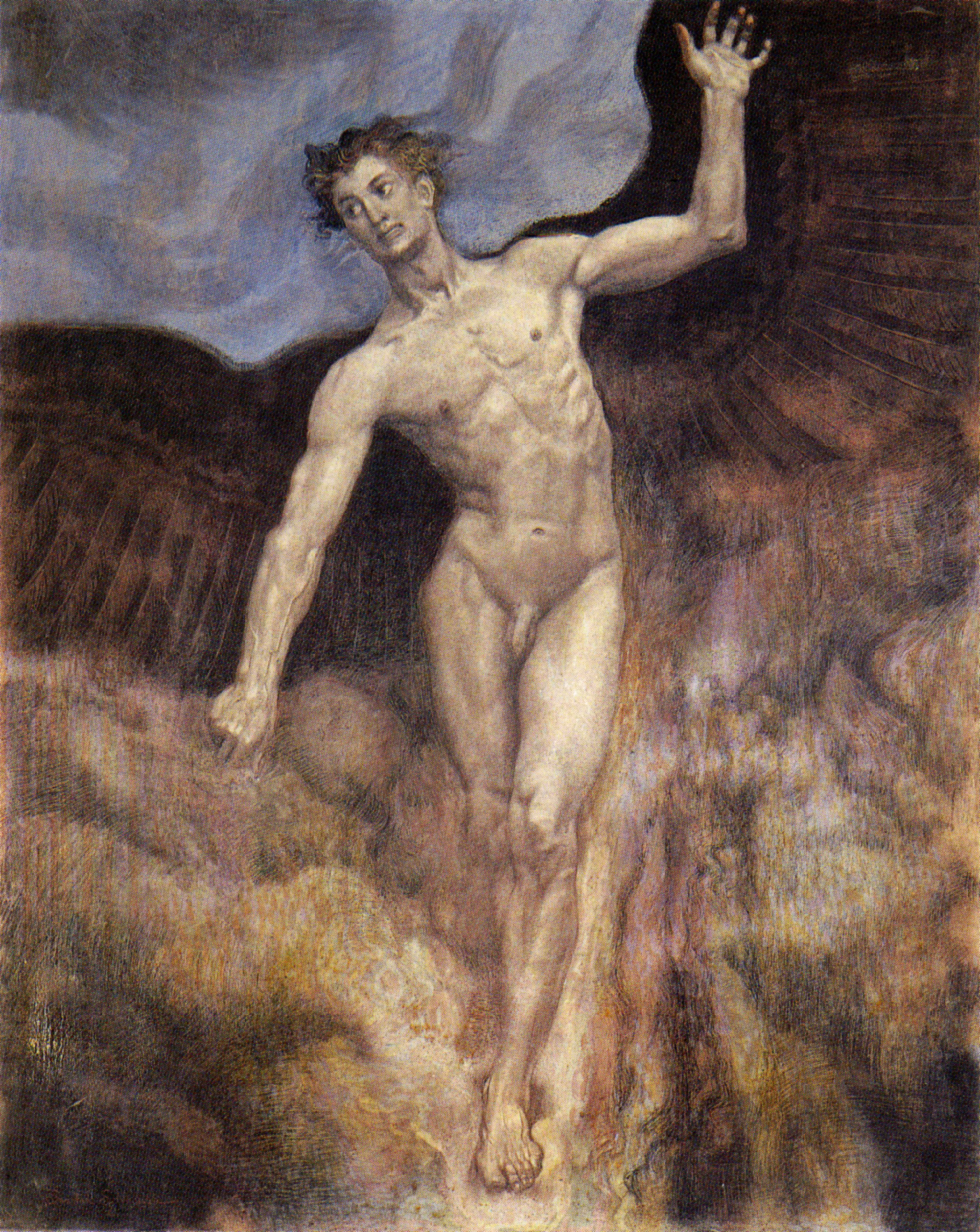
«Ікар» (1906)
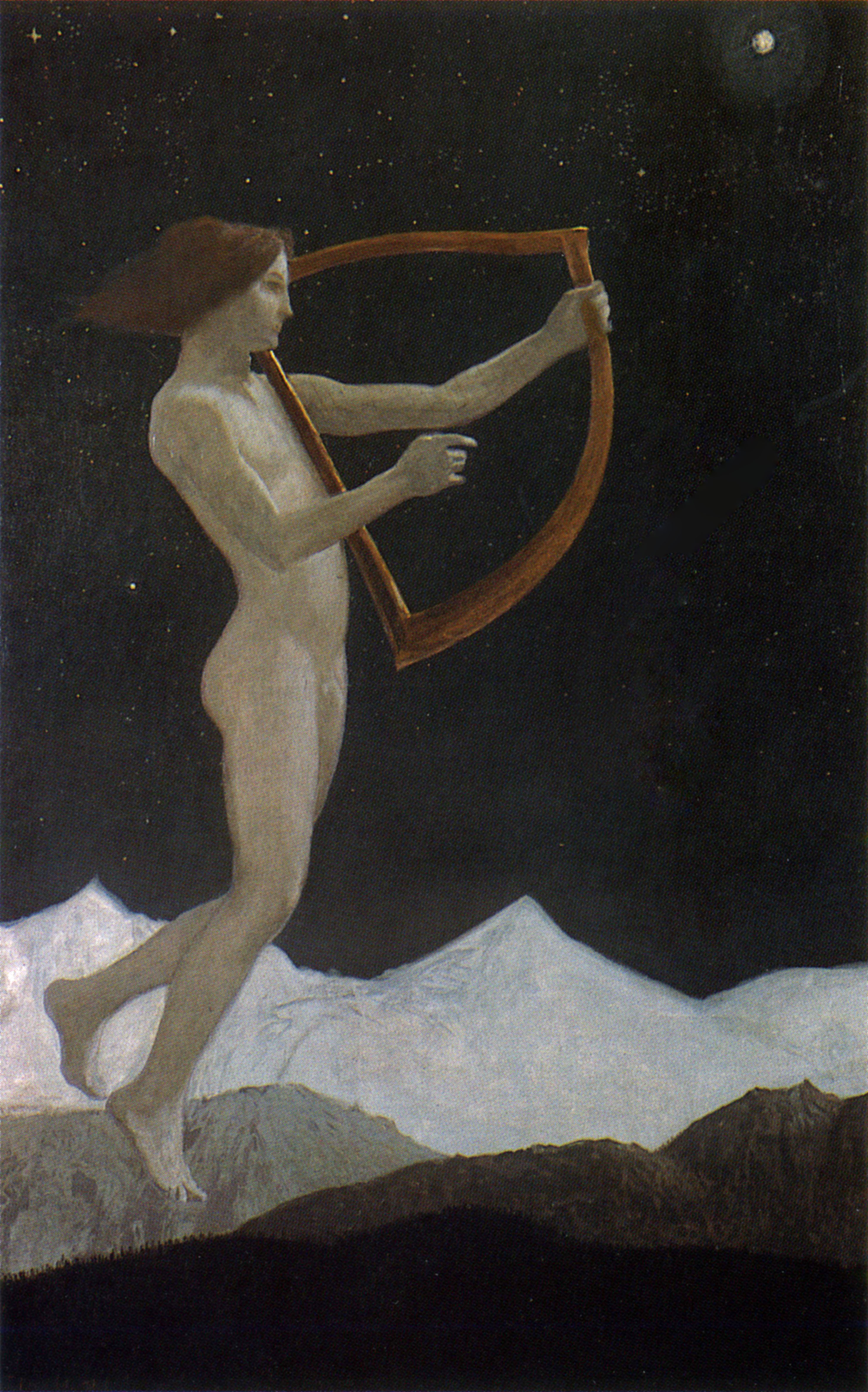
«Місячна ніч» (1906)
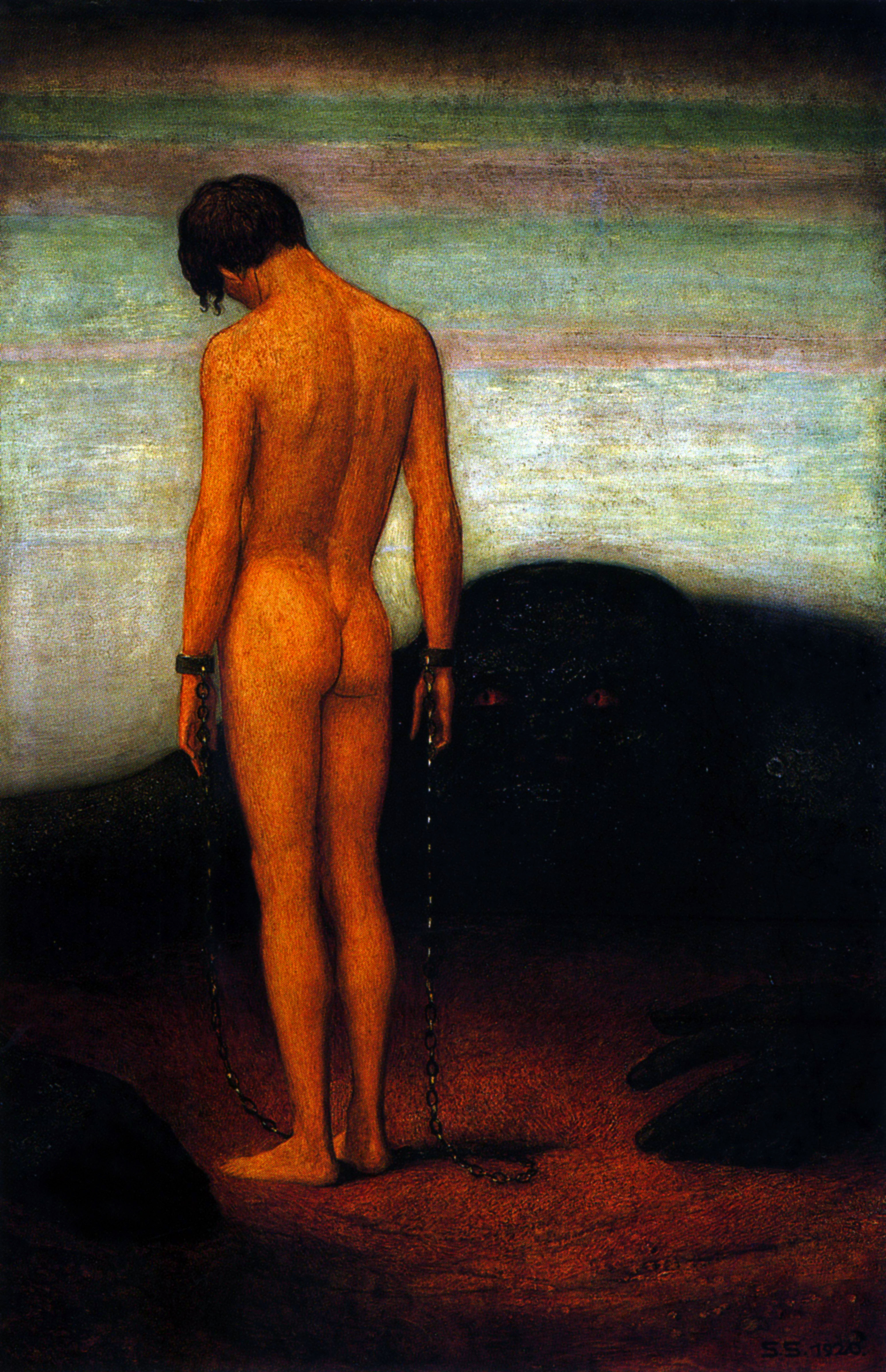
«Залежність» (1920)
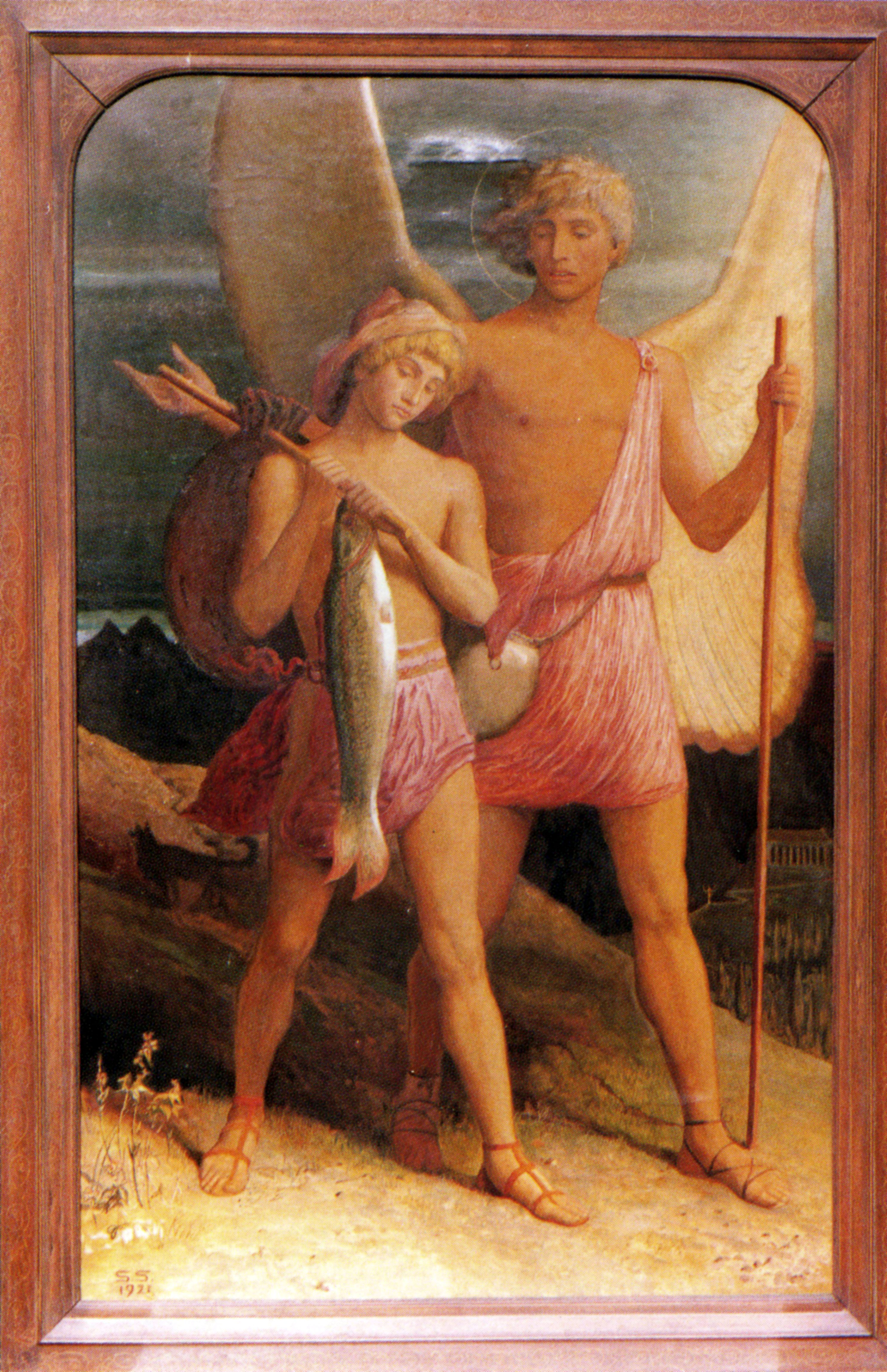
«Тобіас і Ангел» (1921)